# Esplanade de La Défense (metropolitana di Parigi)
Esplanade de La Défense è una stazione della linea 1 della metropolitana di Parigi. 
Serve il quartiere di La Défense, nel comune di Puteaux.

## Storia
La stazione fu inaugurata il 1º aprile 1992 insieme a tutte le stazioni dell'estensione verso ovest della linea, da Pont de Neuilly a La Défense.

## Turismo
All'ingresso della stazione e nei corridoi sono state erette delle statue; il termine della banchina verso Parigi è all'aria aperta ed è possibile intravedere la stazione dei pullman a Pont de Neuilly.